# Championnats du monde de marathon (canoë-kayak) 2023
Navigation
Ponte de Lima 2022 Metković 2024
Les championnats du monde de marathon en canoë-kayak 2023, trentième édition des championnats du monde de marathon en canoë-kayak, ont lieu du 28 août au 3 septembre 2023 à Vejen au Danemark.
Les premiers jours sont dédiés aux masters. Il y aura également des courses de para-canoë en démonstration

## Résultats

### Hommes
| Épreuve   | Or                                        | Or          | Argent                                  | Argent      | Bronze                                     | Bronze      |
| --------- | ----------------------------------------- | ----------- | --------------------------------------- | ----------- | ------------------------------------------ | ----------- |
| C1        | Manuel Campos                             | 1:43:35,11  | Márton Kövér                            | 1:43:35,67  | Manuel Garrido                             | 1:44:00,00  |
| C1 Sprint | Manuel Campos                             | 00:16:34.89 | Mateusz Zuchora                         | 00:16:44.55 | Mateusz Borgiel                            | 00:16:51.98 |
| C2        | Espagne- Manuel Campos - Diego Romero     | 1:37:29,06  | Espagne- Fernando Busto - Diego Miguens | 1:37:41,21  | Pologne- Mateusz Zuchora - Mateusz Borgieł | 1:38:05,63  |
| K1        | Mads Pedersen                             | 1:57:57,48  | Andrew Birkett                          | 2:00:29,33  | Eivind Vold                                | 2:00:30,20  |
| K1 Sprint | Fernando Pimenta                          | 00:14:14.32 | Mads Pedersen                           | 00:14:15.85 | Eivind Vold                                | 00:14:28.66 |
| K2        | Portugal- José Ramalho - Fernando Pimenta | 1:54:35,11  | France- Quentin Urban - Jérémy Candy    | 1:54:35,89  | Norvège- Jon Vold - Eivind Vold            | 1:54:36,42  |

### Femmes
| Épreuve   | Or                                    | Or          | Argent                                   | Argent      | Bronze                               | Bronze      |
| --------- | ------------------------------------- | ----------- | ---------------------------------------- | ----------- | ------------------------------------ | ----------- |
| C1        | Liudmyla Babak                        | 1:18:49,00  | Olena Tsyhankova                         | 1:20:10,24  | Paulina Grzelkiewicz                 | 1:22:00,90  |
| C1 Sprint | Zsófia Kisbán                         | 00:18:49.34 | Liudmyla Babak                           | 00:19:16.47 | Olena Tsyhankova                     | 00:19:42.64 |
| K1        | Vanda Kiszli                          | 1:56:58,92  | Melina Andersson                         | 1:58:50,10  | Christie MacKenzie                   | 1:59:05,43  |
| K1 Sprint | Melina Andersson                      | 00:15:55.88 | Vanda Kiszli                             | 00:15:56.65 | Eva Barrios                          | 00:16:04.08 |
| K2        | Hongrie- Vanda Kiszli - Emese Kőhalmi | 1:53:31,57  | Espagne- Tania Álvarez - Tania Fernández | 1:53:32,00  | Hongrie- Csilla Rugási - Panna Csépe | 1:53:32,45  |